# Lilo Pelekai
Lilo Pelekai es un personaje ficticio y una coprotagonista de la película Lilo & Stitch y su franquicia de medios. Reside en Kokawa, Hawái.

## Descripción general

### Personalidad
Lilo es aficionada a la fotografía de personas, lugares y objetos que llaman su atención en la isla que pueden ser interpretadas como cómicas. Dentro de sus rituales tiene como tarea, dar de comer un sándwich de mermelada cada jueves a Pato el pez, que según ella controla el clima en la playa. 
Posteriormente empezó la tarea de buscar a los primos perdidos de Stitch por toda la isla, ponerles nombre y buscar "el lugar al que pertenecen".
Lilo también muestra tener gran aprecio por los miembros de su Ohana (palabra que significa "familia").
- Datos: Q3243336
- Multimedia: Lilo Pelekai / Q3243336